# Các món ăn từ thịt bò

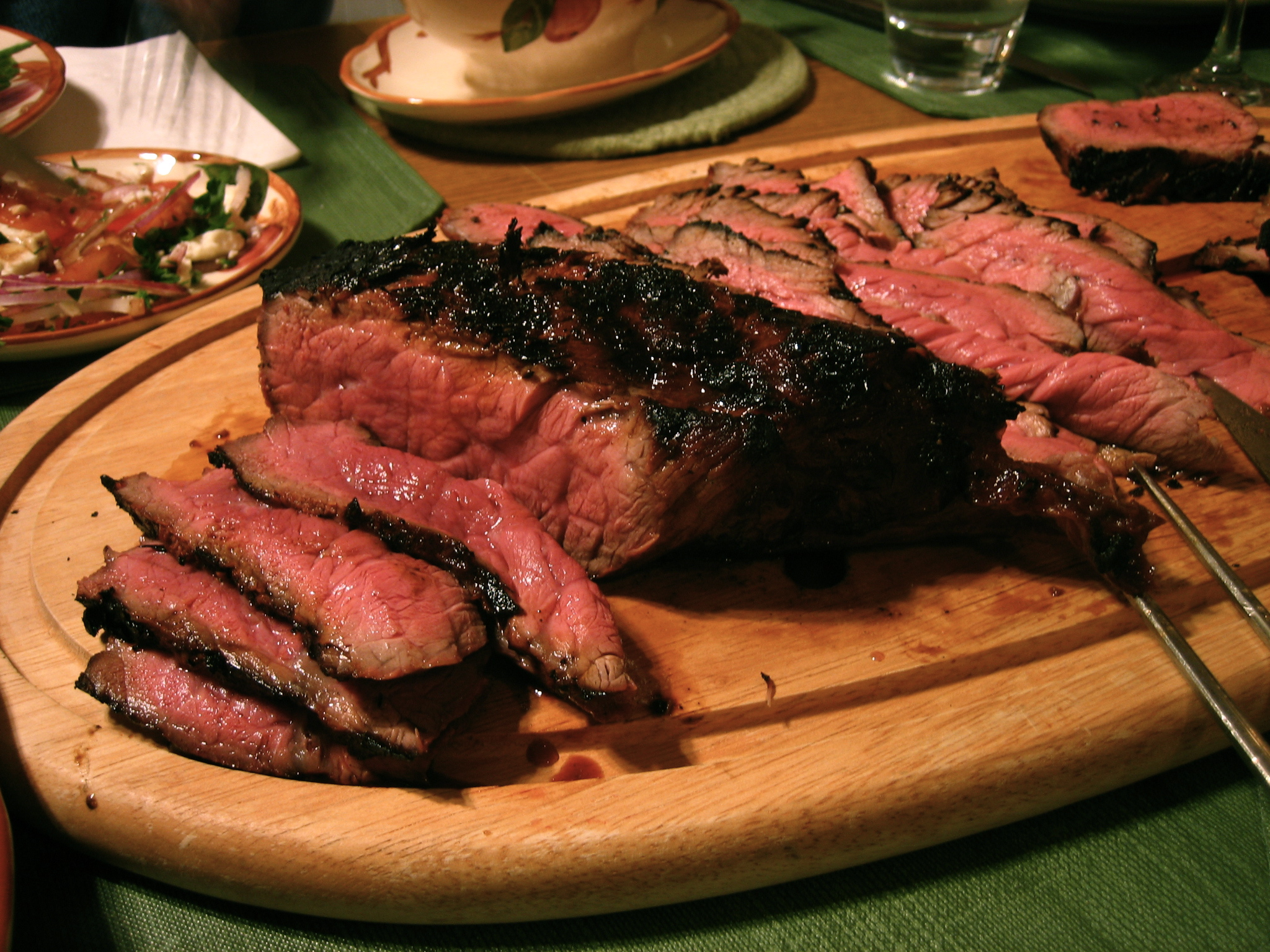
Một món thịt bò

Thịt bò là một thực phẩm bổ dưỡng và thông dụng trên thế giới. Thịt bò là tên ẩm thực cho thịt của những bò, đặc biệt là các giống bò nhà. Thịt bò có thể được thu hoạch từ bò, bò đực, bò cái hoặc bò già. Sự chấp nhận như một nguồn thức ăn thay đổi ở những nơi khác nhau trên thế giới. Thịt bò là loại thịt được tiêu thụ rộng rãi thứ ba trên thế giới, chiếm khoảng 25% sản lượng thịt trên toàn thế giới, sau thịt lợn và thịt gà (lần lượt là 38% và 30%). Với số lượng tuyệt đối, Mỹ, Brazil và Cộng hòa Nhân dân Trung Hoa là ba thị trường tiêu thụ thịt bò lớn nhất thế giới. Trên cơ sở bình quân đầu người năm 2009, người Argentina tiêu thụ thịt bò nhiều nhất ở mức 64,6 kg/người, Người ở Hoa Kỳ đã ăn 40,2 kg thị bò, trong khi ở châu Âu người ta ăn 16,9 kg

## Danh sách
Đây là danh sách các món ăn thịt bò và thực phẩm (bao gồm cả thịt bê). 

### Thịt bò
- Bò sốt vang
- Bò bít tết
- Bò Wellington
- Thịt bò Argentina
- Bò bảy món
- Bò viên
- Bún bò Huế
- Chả lụa
- Chả bò
- Alambre
- Bakso
- Bandeja paisa
- Beef ball
- Beef bun
- Beef chow fun
- Beef Manhattan
- Bife a cavalo
- Bistec de Palomilla
- Bistek
- Bitterballen
- Boeuf à la mode
- Boiled beef
- Bulalo
- Bulgogi
- Carne asada
- Carne-de-sol
- Chairo
- Charqui
- Chateaubriand
- Cheeseburger
- Chorrillana
- Coda alla vaccinara
- Corned beef sandwich
- Cowboy beans
- Crispy tadyang ng baka
- Curry beef triangle
- Daube glacé
- Dendeng
- Empal gentong
- Empal gepuk
- Filet mignon
- Fillet of Beef Prince Albert
- Flaki
- French dip
- Fuqi feipian
- Gaisburger Marsch
- Galbi
- Ginger beef
- Goulash
- Guatitas
- Gulyásleves
- Gyūtan
- Hamburger
- Hayashi rice
- Hortobágyi palacsinta
- Horumonyaki
- Hot hamburger plate
- Kamounia
- Khash
- Labskaus
- Lomo saltado
- Machaca
- Machacado con huevo
- Matambre
- Meat jun
- Meatball
- Meatloaf
- Mechado
- Menudo
- Millionbøf
- Mince and tatties
- Mocotó
- Thịt bò Mông Cổ
- Panackelty
- Pares
- Pašticada
- Pho
- Picadillo
- Pipikaula
- Posta sudada
- Pot roast
- Rambak petis
- Rendang
- Rinderbraten
- Roast beef sandwich
- Rocky Mountain oysters
- Rollatini
- Ropa vieja
- Rouladen
- Salată de boeuf
- Scaloppine
- Semur
- Sha cha beef
- Sha Phaley
- Shabu-shabu
- Shredded beef
- Skomakarlåda
- Sloppy joe
- Spiced beef
- Steak
- Steamed meatball
- Stovies
- Suadero
- Sukiyaki
- Surf and turf
- Svíčková
- Tafelspitz
- Tarta de seso
- Tavern sandwich
- Bò nướng lá lốt
- Tongue toast
- Tournedos Rossini
- Tourtière
- Vanillerostbraten
- Yukgaejang
- Zrazy
- Atora
- Burrito
- Carne asada
- Daging
- Shredded beef
- Enchilada
- Machacado con huevo
- Mission burrito (machaca)
- Pabellón criollo
- Picadillo (Mexico)
- Quesadilla
- Ropa vieja
- Salpicon
- Sandwich
- Taco
- Tangpyeongchae
- Tinga
- Yukgaejang
- Yukhoe

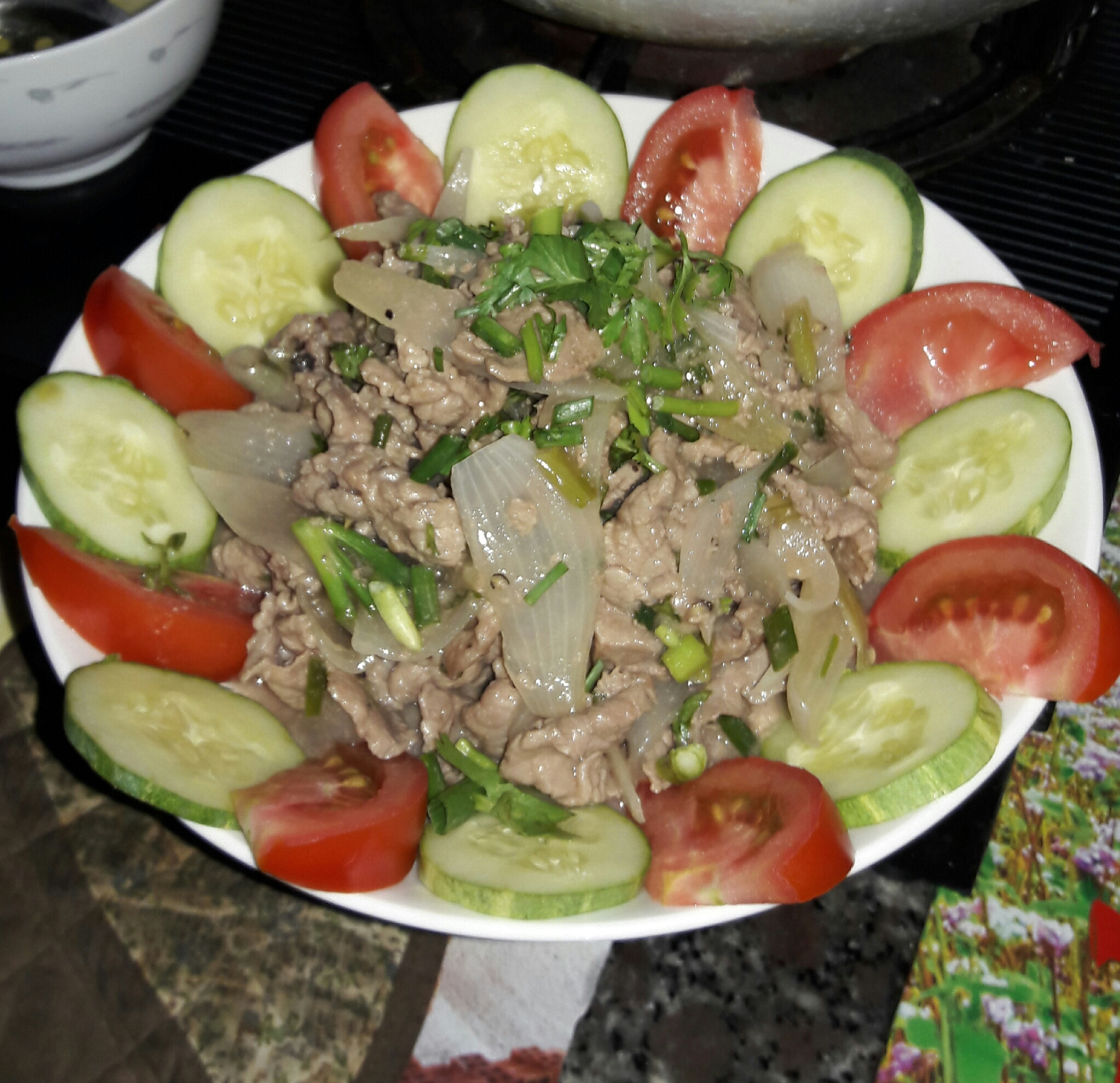
Thịt bò xào hành tây ở Việt Nam

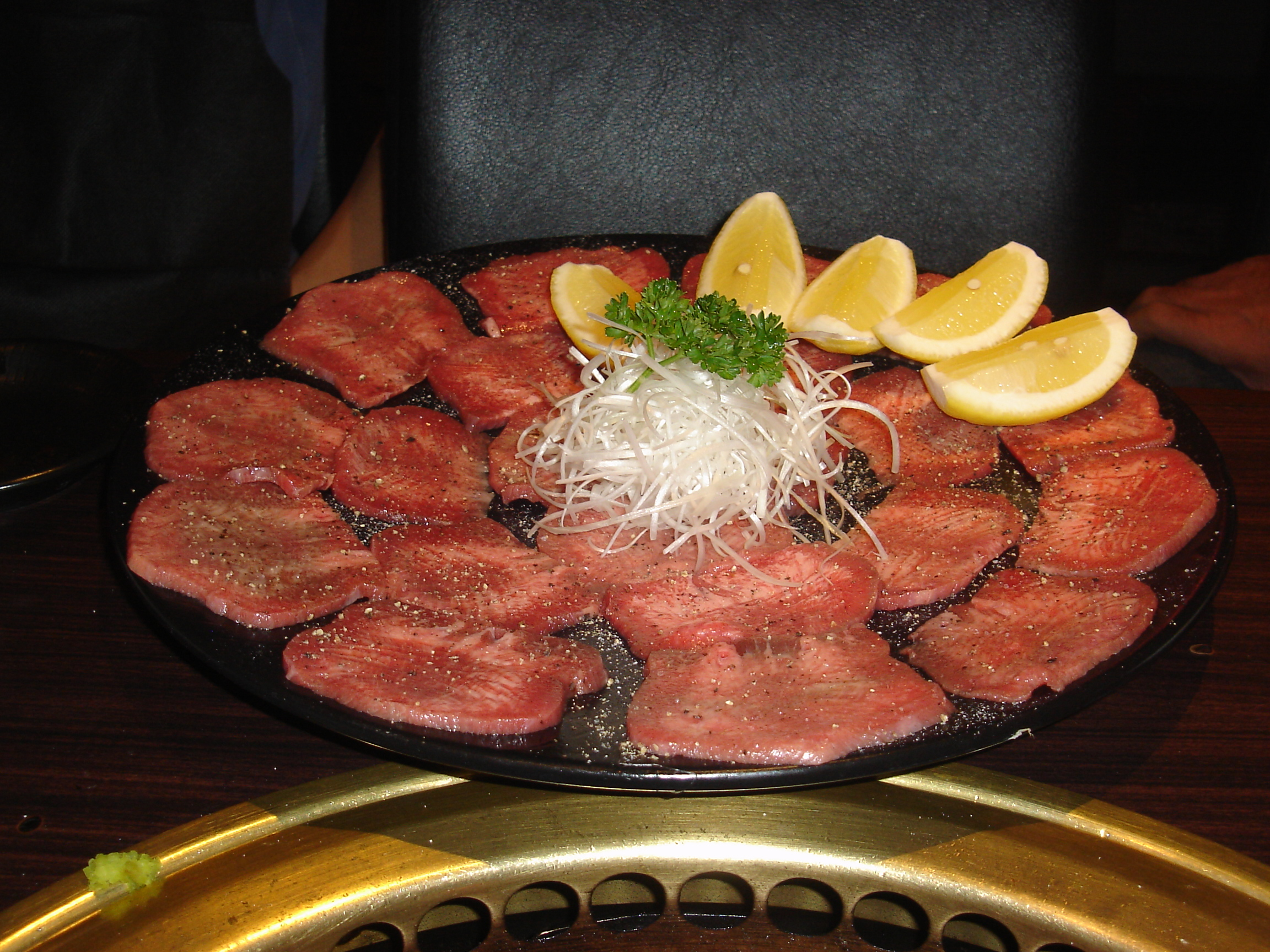
Lưỡi bò

- Lạp xưởng bò Siemriep của Campuchia: là một trong những đặc sản nổi tiếng nhất của Capuchia. Miếng lạp xưởng bò làm thủ công thành từng khoanh nhỏ, chắc, nhiều thịt, có vị chua đặc trưng. Lạp xưởng bò ở Campuchia có vị đặc biệt vì đây là bò thả tự nhiên.
- Mì thịt bò, Malaysia. Mì thịt bò có vị ngọt của xương, vị cay của ớt và hương thơm của các loại thảo dược Trung Quốc mang đến cho nước dùng sự cay nhẹ, đậm đà nhưng không kém phần hấp dẫn.
- Thịt bò Tasmania nướng: Bò Tasmania nướng có tiếng tăm lan đến nhiều quốc gia khác nhau trên thế giới và rất được các thực khách ưa chuộng. Tasmania lại công phu hơn nhiều trong cách chế biến, thịt bò lại được ăn cùng với các nguyên liệu khác nhau tạo thành món ăn vô cùng đặc sắc và bổ dưỡng. Thịt bò ướp với dầu ăn và bơ nướng chín, hỗn hợp khoai tây luộc nghiền nát trộn cùng sữa tươi, gia vị cùng tôm và mực cũng luộc và giã nát xào sơ qua khiến món ăn có mùi vị rất hấp dẫn.
- Bò giàng, Lào. Thịt bò Lào rất đặc biệt, khác hẳn thịt bò hay thịt trâu gác bếp của Việt Nam ở hương vị - có mùi thật của thịt bò vì được chế biến tinh khiết, không thêm chất phụ gia, hương liệu, khi ăn vừa thơm vừa dai vừa bùi. Do đặc điểm địa lý của Lào là đồi núi nên các con bò không phải được nuôi một cách công nghiệp mà được thả chạy dọc các ngọn đồi vì vậy, những phần thịt bắp, thịt gân được lựa chọn để làm món thịt gác bếp thường rất chắc thịt.

### Bò tái
Các món thịt bò tái:
- Amsterdam ossenworst
- Carpaccio
- Çiğ köfte
- Crudos
- Gored gored
- Kachilaa
- Kibbeh nayyeh
- Kitfo
- Pittsburgh rare
- Steak tartare
- Tiger meat
- Yukhoe

### Bít tết
Các món bò bít tết:
- Asado – vài món asado sử dụng nguyên liệu là thịt bò, đặc sản của Argentina
- Bò Manhattan
- Bò Wellington
- Bò hấp (Boiled beef)
- Bulgogi
- Carpetbag steak
- Carne asada
- Chateaubriand steak
- Bít tết pho mát
- Bít tết gà rán
- Bollito Misto
- Delmonico steak
- Fajita – term originally referred to the cut of beef used in the dish which is known as skirt steak.[1]
- Finger steaks
- Hamburg steak
- London broil
- Thịt bò Mông Cổ
- Thịt nướng Mông Cổ
- Pepper steak
- Pittsburgh rare
- Pot roast
- Prawn cocktail, steak and Black Forest gateau
- Bít tết quay
  - Bít tết Ý
- Bít tết Salisbury
- Sha cha beef
- Shooter's sandwich
- Standing rib roast
- Bít tết và trứng
- Steak and kidney pie
- Bánh pudding bít tết và thận
- Steak and oyster pie
- Steak au poivre
- Burger bít tết
- Steak de Burgo
- Steak Diane
- Steak frites
- Sandwich bít tết
- Steak tartare
- Suadero
- Surf and turf
- Swiss steak

### Thịt bê
Các món thịt bê:
- Bê thui Cầu Mống
- Bò tơ Củ Chi
- Giò me
- Bratwurst: Xúc xích bê
- Carpaccio
- Wiener Schnitzel
- Blanquette de veau
- Bockwurst
- Calf's liver and bacon
- Cotoletta
- Hortobágyi palacsinta
- Jellied veal
- Marga Betinjan
- Ossobuco
- Pariser Schnitzel
- Parmigiana
- Paupiette
- Ragout fin
- Saltimbocca
- Scaloppine
- Schnitzel
- Tourtière
- Veal Orloff
- Veal Oscar
- Vitello tonnato
- Wallenbergare
- Weisswurst

## Biến tấu
- Burrito
- Carne asada
- Daging
- Gordita
- Enchilada
- Machacado con huevo
- Pabellón criollo
- Picadillo
- Quesadilla
- Ropa vieja
- Salpicon
- Sandwich
- Taco
- Tangpyeongchae
- Tinga
- Yukgaejang[2]
- Yukhoe[3]